# آنابل لی

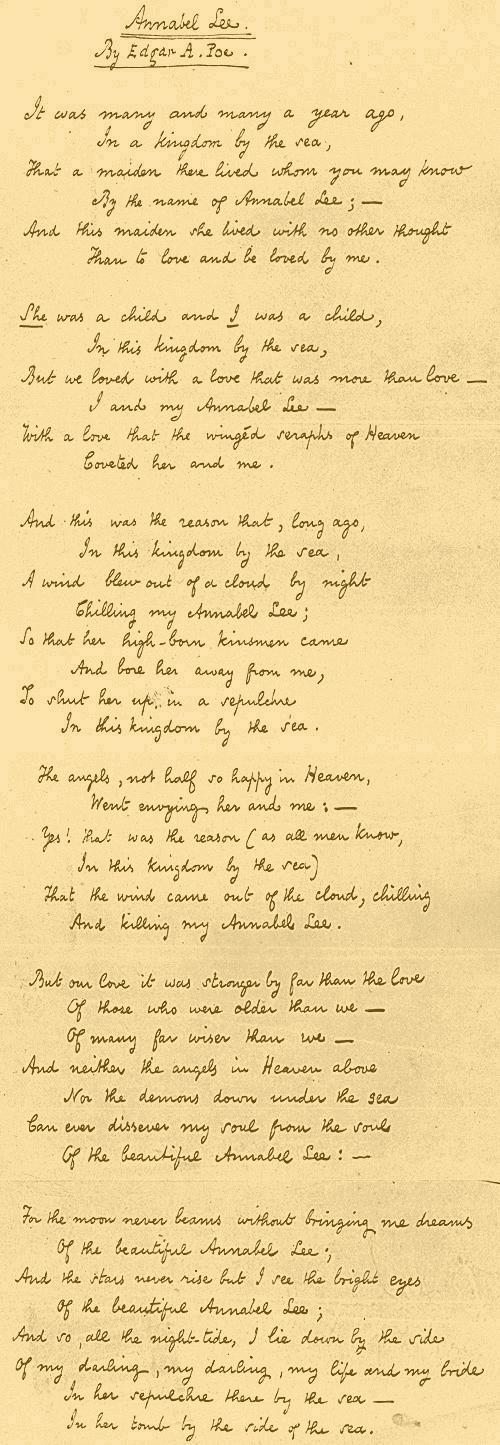
نسخه‌ای از این شعر به دستخط پو که امروزه در کتابخانه نسخ خطی و کمیاب دانشگاه کلمبیا نگهداری می‌شود.

آنابل لی (Annabel Lee)، نام آخرین شعر کاملی است که ادگار آلن پو سرود و همچون بسیاری دیگر از اشعار پو، دربارهٔ مرگ زنی زیباروست. راوی این شعر در کودکی چنان عاشق آنابل لی شده‌است که فرشته‌ها نیز به او حسودی می‌کنند. او حتی پس از مرگ آنابل نیز بر عشق خود وفادار می‌ماند. مشخص نیست که پو شخصیت آنابل را از چه کسی الهام گرفته و گمانه‌زنی‌های مختلفی انجام گرفته‌است. (از جمله همسر پو ویرجینیا الیزا کلم پو)
پو این شعر را در سال ۱۸۴۹ سرود اما تا کمی پس از مرگش در همان سال منتشر نشد.

## تحلیل
همچون بیشتر اشعار پو (غراب، اولالوم، To one in Paradise) موضوع این شعر نیز درباره مرگ زنی زیباروست. پو این مضمون را «شاعرانه‌ترین موضوع در جهان» دانسته‌است. این شعر از عشقی آرمانی حکایت دارد که به‌گونه‌ای غیرعادی قوی است. در واقع کارهای راوی نشان می‌دهد که او فقط عاشق آنابل نبوده، بلکه او را می‌پرستیده‌است.
برخلاف شعر غراب که راوی آن معتقد بود که دیگر هیچگاه (nevermore) به وصال عشق خود نخواهد رسید، آنابل لی می‌گوید که این دو دوباره به هم خواهند رسید و حتی اهریمنان هم نخواهند توانست آنها را از هم جدا کنند.

## شخصیت آنابل لی

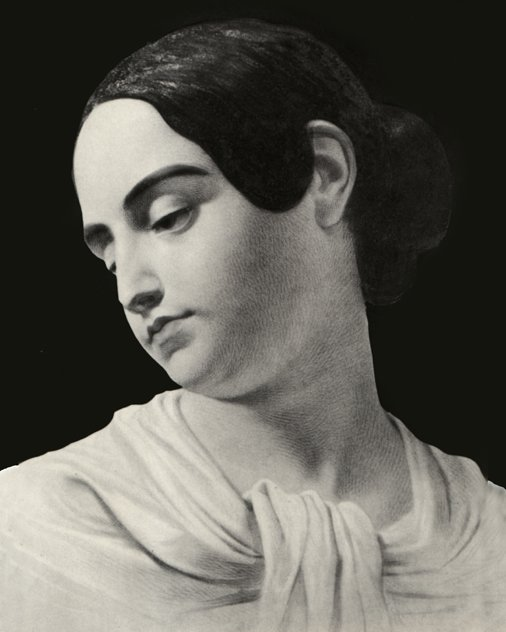
ویرجینیا الیزا کلم پو

مشخص نیست که آنابل لی استعاره از چه کسی است. برخی منتقدان و زندگینامه‌نویسان پو، استفادهٔ زیاد او از «مرگ یک زن زیبارو» را به علت فقدان زنان در زندگی او دانسته‌اند، از جمله مادرش، الیزا پو و دایه‌اش، فرانسس آلن. برخی معتقدند که منظور او از آنابل لی، همسر خودش، ویرجینیاست که دو سال پیش از سرودن این شعر درگذشت؛ ویرجینیا کسی بود که ادگار از کودکی دوستش داشت، همسرش بود و تنها کسی بود که درگذشته بود. از روی همین شعر نیز برخی از زندگینامه‌نویسان او گمانه‌زنی‌هایی کرده‌اند مبنی بر اینکه ویرجینیا و پو هیچگاه ازدواج خود را تکمیل نکرده‌اند، چون در این شعر از آنابل لی با عنوان دوشیزه نام برده شده‌است. برخی دیگر نیز همچون تی. او. مابوت معتقدند که آنابل لی محصول تخیلات غمگینانهٔ پو بوده و چنین کسی در واقعیت وجود نداشته‌است.